# هلی کریر
هلی کریر نام یک ناو هواپیمابر تخیلی است که قابلیت پرواز داشته و توسط آژانس خیالی اطلاعاتی/دفاعی شیلد به عنوان کشتی فرماندهی اسفاده می‌شود. این ناو معمولاً در کتاب‌های کامیک انتشارات مارول کامیکس دیده می‌شود.
این ناو توسط جک کربی مخصوصاً برای نیک فیوری، مأمور شیلد در داستان داستان‌های عجیب شماره ۱۳۵ ام (آگوست ۱۹۶۵) ایجاد شد و تاکنون چندین بار در شکل کلی آن تغییر به وجود آمده اما همیشه به عنوان مقر فرماندهی شیلد از آن استفاده می‌کرده‌است.

## تاریخچه تخیلی
در دنیای مارول و داستان‌های نیک فیوری و شیلد، هلی کریر اصلی به وسیله تونی استارک، جعلی و رید ریچاردز طراحی و ساخته شده‌است. بر اساس گزارشی در فانتزی شگفت‌انگیز جلد دوم شماره ۱۰ام، هلی کریر به پیشنهاد شرکت استارک به عنوان یک مقر سیاسی شناخته شد و به منظور حفاظت آن از حمله هیدرا از ثابت قرار دادن آن در یک کشور خودداری کردند.
طی چندین دهه، بیش از دو جین هلی کریر ساخته شد که حداقل دو عدد از آن‌ها در سال‌ها یا مأموریت‌هایی با یکدیگر همراه بودند.
- لوکسور - تاکنون دیده نشده‌است. نمونه اولیه.
- هرمس - ظاهراً بعد از دزدیده شدندش توسط جمجمه سرخ نابود شده‌است.
- آرگوس - یک نمونه از لوکسور.
- بهیموث - هلی کریری با طراحی مخصوص و به فرماندهی دام دام دوگان برای مقابله با گودزیلا.[۱] این هلی کریر توسط شیلد زمان جنگ با آماندس چو نابود شد.[۲]
- شاهین سیاه - نابود شده در نبرد با دست یکی از متحدان هایدرا.[۳][۴][۵]
- آلفا[۶][۷]
- پریکلس ۳[۸]
- پریکلس ۵ - نفوذ پیدا کرده توسط انجمن خون‌آشامی تیرانا و نابود شده توسط تیغ.[۹]
- ساموئل سویر - نامگزاری شده به افتخار فرمانده ی نیک فیوری در زمان جنگ جهانی دوم.[۱۰]
- ایلیاد[۱۱][۱۲]
- آرگونوت[۱۱][۱۲]
- پرومته - کشتی فرماندهی همر در زمان نورمن آزبورن، این هلی کریر از تأسیسات سری آمریکا در بیابان سونورا دزدیده شده‌است.[۱۳]

زمانی که تونی استارک ماریا هیل را به جای مدیر شیلد کرد، هلی کریر جدید طراحی کرد که به خاطر رنگ‌های قرمز و طلایی اش، زره‌های مرد آهنی را یادآور می‌کرد. هیل آن را هلی کریر طلایی نامگذاری کرد اما استارک اصرار می‌ورزید که نامش تنها هلی کریر است. این هلی کریر در مبارزه با هالک قرمز صدمات زیادی دید و توسط اینتلیجنیکا (سازمان که دانشمندا شیطانی آن برای هالک قرمز کار می‌کنند) ربوده شد و به «هل کریر» تغییر نام یاقت.
هلی کریر اصلی شیلد طی تهاجم سری توسط ویروسی که به دست یک اسکرول که خود را جای ادوین جاروس جا زده بود، از کار افتاد و در مثلث برمودا فرود آمد. بعدها معلوم شد که اکثر خدمه نیز اسکرول هستند به همین خاطر هیل آن را به‌طور کامل نابود کرد.
تاکنون معیارهای نامگذاری شدن هلی کریرها توسط شیلد ناشناخته است.

## در دیگر رسانه‌ها

### تلویزیون
- هلی کریر شیلد در یک قسمت از سریال کارتونی مرد-عنکبوتی و دوستان شگفت انگیزش حضور داشت.
- هلی کریر شیلد در سریال کارتونی مرد-عنکبوتی و سریال کارتونی حضور داشت.
- نسخه‌ای از هلی کریر شیلد در قسمت پایانی سریال کارتونی تکامل مردان-ایکس حضور داشت.
- نسخه‌ای از هلی کریر شیلد در سریال کارتونی نمایش چهارگانه ابرقهرمانان حضور داشت و به عنوان مقر ابرقهرمانان چهارگانه استفاده می‌شد. او توسط فرمانده شیلد بانو مارول رانده می‌شد و دو بار تقریباً نابود شد.
- هلی کریر شیلد در قستمی از سریال کارتونی مرد آهنی: ماجراجویی با زره حضور داشت، اما به جای داشتن ملخ، از جتی که استارک ساخته بود استفاده می‌کرد.
- هلی کریر شیلد در سریال کارتونی انتقام جویان: قویترین قهرمانان زمین حضور داشت.
- هلی کریر شیلد قرار است تا در سریال تلویزیونی مرد-عنکبوتی نهایی حضور خواهد داشت. هلی کریر در انتقام‌جویان(۲۰۱۲)

هلی کریر در انتقام‌جویان(۲۰۱۲)

### سینما
- هلی کریر شیلد در فیلم سینمایی نیک فیوری: مأمور شیلد(۱۹۹۸) حضور داشت.
- هلی کریر شیلد در فیلم سینمایی انتقام‌جویان(۲۰۱۲) حضور داشت. این ناو در این فیلم دو عرشه پرواز، جایگاه ۶۴ هواپیما و قابلیت استتار داشت.[۱۵] این هلی کریر توسط شرکت اینداستریال لایت اند مجیک (آی ال ام) به وسیله کامپیوتر ساخته شد اما آی ال ام و و تا دیجیتال با همکاری یکدیگر صحنه‌های حمله با آن را ساختند.[۱۶]
- چندین هلی کریر شیلد در انیمیشن انتقام جویان نهایی(۲۰۰۶) حضور داشتند که همگی در حمله چیتاوریها نابود شدند.